# Sonny Criss
William Criss, più noto come Sonny Criss (Memphis, 23 ottobre 1927 – Los Angeles, 19 novembre 1977), è stato un sassofonista e compositore statunitense.
Sassofonista dallo stile fluido e vellutato, nelle sue sonorità si possono cogliere influenze di Charlie Parker, Willie Smith, Tab Smith e Benny Carter.

## Biografia
Nativo di Memphis (Tennessee), a quindici anni si trasferì con la sua famiglia a Los Angeles (California).
I suoi primi ingaggi li ottenne nel 1946, lavorando con Sammy Yates, Johnny Otis, con il trombettista Howard McGhee, il sassofonista Al Killian e nella Big Band di Gerald Wilson.
Dal 1948 si esibisce con la Jazz at the Philharmonic di Norman Granz, mentre nei primi anni cinquanta accompagna in tour Billy Eckstine, svolgendo poi l'attività di sideman.
Nel 1956 fu particolarmente attivo per proprio conto, sia in sala di registrazione sia a capo di un suo gruppo.
In seguito segue il batterista Buddy Rich in una tournée nella East Coast (1958) per poi formare nuovamente un proprio gruppo nel 1959 a Chicago.
Dopo una breve collaborazione con il cantante Bobby Troup, nel 1962 si stabilì in Europa, esibendosi in vari locali parigini e del nord Europa.
Nel 1965 rientra in California, variando la sua attività dall'insegnamento musicale a spettacoli e incisioni a proprio nome.
Dopo aver nuovamente soggiornato in Europa (nel 1973 e 1974), nel settembre del 1977 fa parte del gruppo musicale che accompagna Dizzy Gillespie al Festival Jazz di Monterey.
Si suicidò nel novembre dello stesso anno, in seguito alla scoperta di un male incurabile.

## Discografia (In ordine di pubblicazione)
- 1953 - Sonny Criss/Tommy Turk Collates (Clef Records, MGC 122) album split con Tommy Turk
- 1956 - Jazz U.S.A. (Imperial Records, LP-9006)
- 1956 - Go Man! It's Sonny Criss and Modern Jazz (Imperial Records, LP-9020)
- 1956 - Sonny Criss Plays Cole Porter (Imperial Records, LP-9024)
- 1959 - At the Crossroads (Peacock Records, PLP-91)
- 1963 - Criss-Cross (Imperial Records, LP-9205/LP-12205)
- 1963 - Mr. Blues pour flirter (Brunswick Records, LP 87 519)
- 1966 - This Is Criss! (Prestige Records, PRLP/PRST-7511)
- 1967 - Portrait of Sonny Criss (Prestige Records, PRLP/PRST-7526)
- 1968 - Up, Up and Away (Prestige Records, PRLP/PRST-7530)
- 1968 - The Beat Goes On! (Prestige Records, PRST-7558)
- 1968 - Sonny's Dream (Birth of the New Cool) (Prestige Records, PRST-7576)
- 1969 - Rockin' in Rhythm (Prestige Records, PRST-7610)
- 1969 - I'll Catch the Sun! (Prestige Records, PRST-7628)
- 1970 - The Best of Sonny Criss/Hits of the '60's (Prestige Records, PRST-7742) Raccolta
- 1975 - Saturday Morning (Xanadu Records, 105)
- 1975 - Crisscraft (Muse Records, MR-5088)
- 1976 - Out of Nowhere (Muse Records, MR-5089)
- 1976 - Warm and Sonny (ABC Impulse! Records, AS-9312)
- 1977 - The Joy of Sax (ABC Impulse! Records, AS-9326)
- 1984 - Memorial Album (Xanadu Records, 200)
- 1987 - ''Live'' in Italy (Fresh Sound Records, FSR 401) con Georges Arvanitas, Live del 1974
- 1988 - Intermission Riff (Pablo Records, 2310929)
- 1991 - California Boppin' 1947 (Fresh Sound Records, FSR-CD 156)
- 2004 - A Proper Introduction to Sonny Criss: Young Sonny (Proper Records, 552006005)